# Nichelle Prince
Nichelle Prince (Ajax, 19 febbraio 1995) è una calciatrice canadese, attaccante del Kansas City Current e della nazionale canadese.
Col Canada ha vinto una medaglia d'oro ai Giochi della XXXII Olimpiade e una medaglia di bronzo ai Giochi della XXXI Olimpiade.

## Palmarès

### Club
- NWSL x Liga MX Femenil Summer Cup: 1

Kansas City Current: 2024

### Nazionale
- Algarve Cup: 1

2016
- Bronzo olimpico: 1

Rio de Janeiro 2016
- Oro olimpico: 1

Tokyo 2020